# Здравко Чолич
Здравко Чолич (серб. Здравко Чолић, Zdravko Čolić; нар. 30 травня 1951) — сербський (раніше — югославський) естрадний співак і композитор, який представляв Югославію на конкурсі «Євробачення» 1973 року.

## Дитинство
Здравко Чолич народився 30 травня 1951 року в Сараєві, куди його батьки Володимир та Стану Чолічі переїхали з містечка Требинє. Батько служив у міліції, мати була домогосподаркою. Здравко рано виявив інтерес до спорту: спочатку він грав за юнацький склад сараєвського футбольного клубу «Железнічар», потім пішов у легку атлетику. Однак його спортивна кар'єра не відбулася — Здравко бракувало необхідної для цього суворої дисципліни.
Чолич навчався в загальноосвітній школі ім. Володимира Перича Валтера в сараєвському районі Грбавіца. Іноді брав участь у постановках місцевого «Піонерського театру» (сербохорв. «Pionirsko pozorište»«Pionirsko pozorište»). Також він вчився грати на гітарі у місцевій музичній школі.

## Юність

### Початок кар'єри
Крім музичної школи, Здравко грав на гітарі й на сараєвських вулицях. Разом із приятелем Брацо Ісовичем створив дует, який став відомий місцевим жителям, як «Чола та Іса з Грбавіци». Музиканти намагалися переспівувати югославські і італійські шлягери.
Сценічний дебют Чоліча як співака відбувся в кінці 1968-го, коли він поїхав відпочивати на чорногорське узбережжя в Баошичі, де його батько мав будинок. Ще один приятель Здравка, Недім Ідрізович, умовив його поїхати до сусідньої Бієли, де проходив конкурс місцевої самодіяльності, присвячений Дню Республіки. Чоліч посів друге місце, виконавши пісню «Lady Madonna» групи «The Beatles».
Повернувшись до Сараєва, окрилений несподіваним успіхом, Чолич приходить в свою першу музичну групу — «Mladi i lijepi» (сербохорв. «Молодые и красивые»«Молоді і красиві»). Співпраця триває недовго: у цей час Здравко ще вчиться в гімназії. Але вже 1969 року він знаходить професійніший з його точки зору колектив — «Ambasadori» (сербохорв. «Послы»«Посли»), в роботі якого братиме участь наступні два з половиною роки.

### Ambasadori
На момент приходу Чолича «Ambasadori» були по суті військовим ансамблем: всі музиканти за винятком керівника Слободана Вуйовича були курсантами. Основу репертуару складали ритм-енд-блюзові композиції «Chicago», Отіса Реддінга, Вілсона Пикетта та інших. Також в обов'язковому порядку в програму виступу включалися нові й старі югославські хіти. Все це чергувалося з композиціями, що були написані самими курсантами. Довгий час «Ambasadori» мали складності з проведенням концертів, від багатьох з яких доводилося відмовлятися — організацію кожного потрібно було погоджувати з командуванням частини.
Усвідомлюючи, що в подібній ситуації їх можливості дуже обмежені, 1970 року Вуйович і Чолич вирішують створити групу «Novi ambasadori». Вони запрошують барабанщика Перицу Стояновича, клавішника Владо Правдича, саксофоніста Лале Стефановича та бас-гітариста Златко Холда. Репертуар нового колективу складають не тільки звичні для засновників ритм-енд-блюзові композиції, але і пісні «Led Zeppelin», «Blood, Sweat & Tears», «Creedence Clearwater Revival» тощо
Влітку 1970-го «Novi ambasadori» разом з групою «Indexi» вирушають у свій перший гастрольний тур з Сараєва в Дубровник. 1971 року вони займають на сараєвському щорічному музичному фестивалі «Vaš šlager sezone» 7-е місце з піснею «Plačem za tvojim usnama», яка відразу ж видається фірмою «Beograd disk» на синглі «Plačem za tvojim usnama / Zapjevaj». Крім першого синглу, музиканти дістали першу можливість заявити про себе в телевізійному ефірі. Одним із тих, хто побачив їх тоді по телевізору, був Корнеліє Ковач — композитор і продюсер, з яким Здравко Чоліч співпрацює і донині. Ковач, бувши на той момент вже впливовою фігурою у світі югославської поп-музики, був здивований гарним голосом Чоліча і його вмінням триматися на сцені.
Співакові скоро було запропоновано місце дублюючого вокаліста групи «Indexi». Кілька разів він виступав, замінюючи основного вокаліста групи Даворина Поповича.

### Korni
В кінці літа Корнеліе Ковач запрошує Здравка до гурту «Korni» (серб. «Корни»«Коріння») на заміну солістові Дадо Топичу. На відміну від «Ambasadori», «Korni» мали власний репертуар і серйозніший підхід до музики.
10 вересня 1971 року двадцятирічний Чоліч переїжджає з Сараєва до Белграда. Проте, співпраця з «Korni» не складається: співакові, орієнтованому на виконання шлягерів, важко виконувати композиції в жанрі прогресивного року. Разом з групою йому вдається записати лише три пісні: «Kukavica», «Gospa Mica gazdarica» і «Pogledaj u nebo». Всі вони відразу ж видаються на синглі белградським лейблом «PGP RTB». Пісня «Gospa Mica gazdarica», яку почали передавати по радіостанціям Югославії, викликала численні скарги слухачів і скоро була прибрана з ефіру через провокаційного змісту. У пісні молода людина просить літню господиню квартири дозволити йому лягти в її ліжко. «Gospa Mica gazdarica» почасти перегукується з тодішнім життям Чоліча в Белграді, коли йому доводилося переїжджати з однієї орендованої квартири до іншої.
Скоро Чоліч і Ковач прийшли до висновку, що Здравкові краще виступати сольно. Для підготовки до цього всього через півроку після від'їзду, Чоліч повертається назад до Сараєва.

## Сольна кар'єра

### Участь у фестивалях і конкурсах
15 квітня 1972-го Здравко Чоліч вперше взяв участь у музичному конкурсі, виступаючи сольно. На «Vaš šlager sezone» він посів третє місце з піснею Кемала Монтено «Sinoć nisi bila tu». Спочатку Монтено писав пісню для джазової співачки Йосіпи Лісац, але та в останній момент відмовилася від її виконання.
20 травня того ж року відбувся організований Корнеліє Ковачем виступ Чоліча в популярній музичній програмі Белградського телебачення «Obraz uz obraz», яку вели югославські актори Мілена Дравич і Драган Ніколіч. Чолич виступає на музичних фестивалях у Спліті, Пріштіні і Скоп'є, після чого вирушає на гастролі в СРСР разом з групою «Indexi», Бісерою Велетанліч, Сабахудіном Куртом і Сабіною Варешанович.
Перемігши на фестивалі в Опатії з ще однією піснею Кемала Монтено — «Gori vatra», Здравко Чоліч отримав право представляти Югославію на конкурсі «Євробачення». 7 квітня 1973 року в Люксембурзі пісня «Gori vatra» розділила з піснею «Sans toi» у виконанні французької співачки Мартін Клемансо 15-е місце з 17-ти можливих. Попри явну поразку на конкурсі, пісня одразу стала хітом в Югославії.
Участь у «Євробаченні» дозволило Чолічу швидко стати популярним на батьківщині. 23 листопада 1974-го він перемагає на белградському фестивалі «Hit parada» з піснею «Ona spava». Наступного року з піснями Ковача «April u Beogradu» і «Zvao sam je Emili» Здравко перемагає на «Beogradsko proleće» і сараєвському «Vaš šlager sezone». Дещо пізніше з'являються пісні «Bling blinge bling» (автор — Корнеліє Ковач), «Ljubav je samo riječ» (автор — Войкан Бориславлевич) і «Zelena si rijeka bila» (автор — Кемал Монтено).
Тоді ж Чоліч укладає контракт з німецьким лейблом «WEA» і записує два сингли з піснями німецькою — «Madre Mia / Rock n roll himmel» і «Alles was ich hab / Lampenfieber». Продюсери вважали, що ім'я «Zdravko» буде дуже складним для сприйняття німецькомовними слухачами, тому придумали Чолічу псевдонім — «Dravco». Незабаром контракт було розірвано, бо Чоліч не захотів переїжджати до ФРН.

### Дебютний альбом
Альбом «Ti i ja» було випущено 1975 року загребською фірмою «Jugoton». Більшу частину альбому склали пісні, написані Корнеліє Ковачем. Автором композицій «Igraš se vatrom» і «Loše vino» став гітарист сараєвського гурту «Bijelo Dugme» і молодий композитор Горан Брегович. З Бреговичем і фотохудожником Драганом Стефановичем, що створив обкладинку для альбому, Чоліч, так само, як і з Ковачем, співпрацюватиму протягом довгих років.
Попри достатнє визнання серед публіки, Чоліч продовжує брати участь у музичних фестивалях нарівні з початківцями. На одному з них, в Загребі 1976 року, він, на подив багатьох, займає лише четверте місце. В кінці 1976-го Здравко їде в турне по всій Югославії з групою «Indexi». Наступного, 1977 року, Чоліч виступає на фестивалі в Загребі з піснею «Živiš u oblacima», а потім — тепер вже востаннє — в тому ж Загребі на фестивалі революційних і патріотичних пісень з композицією «Druže Tito mi se ti kunemo», синглом який згодом буде розпродано тиражем 300 тис. копій.

### Популярність
Випущений 1978 року другий альбом Здравко Чоліча «Ako priđeš bliže» виявився успішнішим, ніж «Ti i ja». За перші два тижні було продано близько 50 тис. копій. В альбом увійшли такі композиції, як «Glavo luda», «Zagrli me», «Juče još», «Pjevam danju, pjevam noću», «Jedna zima s Kristinom» і «Produži dalje».
1 квітня 1978-го почався гастрольний тур Чоліча з танцювальною групою «Lokice» на підтримку альбому, проданого на той момент тиражем більше 150 тис. копій. Протягом усього туру на концертах повторювалася одна і та ж ситуація: натовпи прихильниць намагалися прорватися на сцену. Ніколи раніше Югославія не стикалася з подібним ступенем популярності естрадного виконавця. Заключний концерт туру проходив на белградському стадіоні «Црвена Звезда» 5 вересня 1978 року. Всі 70 тис. квитків були продані, попри те, що за п'ять місяців до цього, 4 і 8 квітня, Чолич вже давав концерти в белградському «Хала Піонірі». Після закінчення туру з'ясувалося, що продано вже більше 700 тис. копій альбому. 1999 року альбом було перевидано накладом у 1 млн копій.
Белградським музичним журналістом Душаном Савковичем і режисером Йованом Ристичем був знятий фільм «Pjevam danju, pjevam noću», присвячений гастрольному турові Чоліча 1978 року і шляхам, якими Здравко йшов до подібного успіху.
Так само Чолічем знову зацікавився лейбл «WEA», керівництво якого запропонував йому продовжити контракт. Тепер Чоліч записав сингл англійською: пісні «Jedina» і «Zagrli me» були перероблені в «I'm Not a Robot Man» і «Light Me». Однак, співак вдруге відмовився переїжджати до ФРН, а замість цього 14 листопада 1978 року вирушив на строкову службу вдо Югославськуої армії. Відслуживши спершу в Валеві, а потім в Белграді і Пожареваці, Здравко демобілізувався з лав ЮНА 14 вересня 1979 року.

### Лондонські альбоми
Записаний 1980 року в Лондоні альбом «Zbog tebe», так само, як і всі наступні, не зміг повторити успіху «Ako priđeš bliže», але був проданий тиражем 400 тис. копій. 1981 року виходить альбом «Malo pojačaj radio», так само записаний у Лондоні. У роботі над альбомом, крім Корнеліє Ковача, Горана Бреговича і Марини Туцакович бере участь Джордже Балашевич. З цим альбомом пов'язаний дебют Чолича як композитора: він пише музику до пісні «Što si prepotentna» на вірші Бреговича і Туцакович. Кількість проданих копій альбому цього разу становить 300 тис.
Останнім «лондонським» альбомом співака стає «Šta mi radiš», що вийшов в 1983-го. У нього входить балада «Stanica Podlugovi», надалі включаються в усі збірники кращих пісень Здравко Чолича.

### Музичний бізнес з Бреговичем
1983-го Чолич переїжджає з Сараєва в передмістя Любляни Домжале. Поступово він скорочує кількість концертів і присвячує основний час музичному бізнесу. Разом з Гораном Бреговичем він створює лейбл «Kamarad». Наступний великий гастрольний тур Чолича по всій Югославії проходить в 1985 році, і присвячений виходу альбому «Ti si mi u krvi». Крім однойменної композиції, складеної Корнелією і Споменкою Ковачами, в нього входять пісні, написані в народній манері: «Ruška», «Sto cigana» і «Ti možeš sve, al' jedno ne».
Наступний гастрольний тур, знову ж присвячений виходу нового альбому — «Zdravko Čolić», проводиться співаком тільки через три роки — у 1988-му. Альбом не отримав високої оцінки музичних критиків, попри те, що на ньому були такі пісні, як «Oj djevojko, selen velen», «Hej suzo» і «Samo ona zna», згодом полюбилися слухачам. Гастрольний тур 1988 року не виправдав і фінансових очікувань Здравко, який знову був змушений зайнятися записом і виданням альбомів інших музикантів на лейблі «Kamarad».
У 1990-му белградська компанія «Komuna» видає альбом Здравко Чолича «Da ti kažem šta mi je». Продюсером та аранжувальником, а також автором більшості пісень стає Горан Брегович. Заголовну композицію пише лідер сараєвського гурту «Merlin» Едін Дервишхалідович (надалі здобув популярність як автор першого гімну Боснії і Герцеговини «Jedna si jedina», і як популярний співак Діно Мерлін).

### 1990-ті
Через міжнаціональну напруженість, а згодом війну в Хорватії, Здравко Чолич повертається із Загреба, де до того моменту проживав, до Сараєва. Однак 1992 року йому доводиться виїхати і звідти через початок Боснійської війни. Співак дає концерти в невеликих залах за межами колишньої Югославії і працює помічником Горана Бреговича, що записує в цей час музику до фільмів Еміра Кустуріци. 1994 року компанії «Komuna» і «PGP RTS» видають збірку кращих пісень Чолича «Posljednji i prvi», який стає одним з найбільш продаваних в тодішній Югославії.
Після семирічної перерви, у 1997 році Чолич записує альбом «Kad bi moja bila». Музику до пісень він пише спільно з Гораном Бреговичем. Також Брегович знову стає продюсером та аранжувальником чергового альбому співака. Тексти пишуть Марина Туцакович і учасник рок-груп «Riblja čorba» і «Bajaga i Instruktori» Момчило Баягич.
У червні 1998-го проходить концерт Чоліча в чорногорській Будві, після чого співак вирішує провести 9 концертів в Белграді, всі квитки на які були розпродані. Після цього Здравко Чолич виступає в Пріштіні, попри Косовську війну між сербами і албанцями.

### Повернення на сцену колишньої Югославії

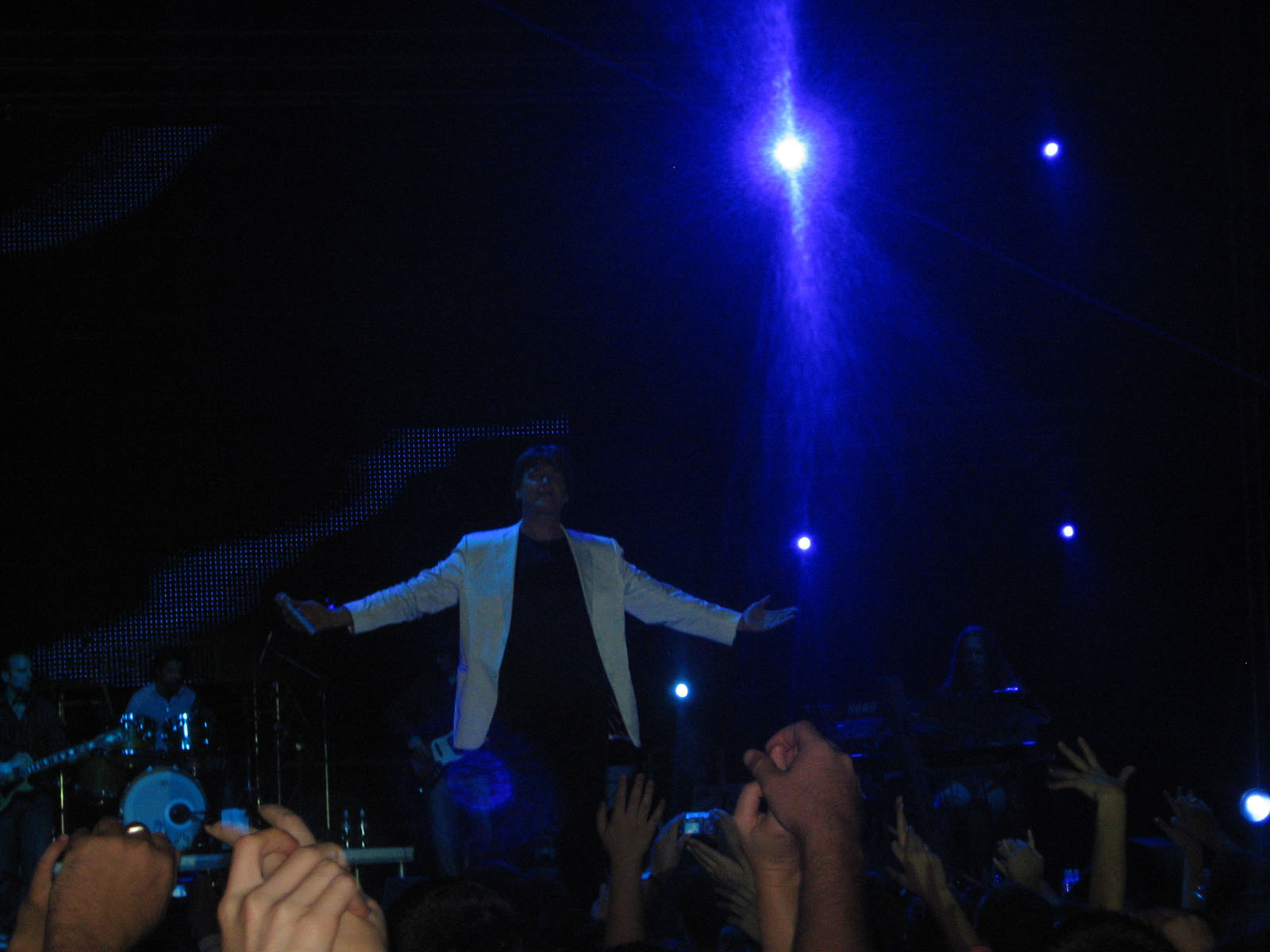
Виступ в Піроті (Сербія) 30 серпня 2008-го

В кінці 2000-го на белградському лейблі «BK Sound» вийшов десятий студійний альбом Здравко Чоліча. Він отримав назву «Okano» з однойменної пісні, музику до якої написав сам Чоліч. Альбом був виданий накладом 500 тис. копій, а сам співак вирушив у перший після 1988 року гастрольний тур всіма великими містами колишньої Югославії. Тур завершився у Белграді 30 червня 2001-го концертом на стадіоні «Црвена Звезда». Тут були присутні 80 тис. чоловік, ще 4 млн дивилися пряму трансляцію по телебаченню.
24 грудня 2003-го Чолич представив свій одинадцятий альбом «Čarolija». У травні 2004-го розпочався черговий тур співака по країнах колишньої Югославії, що завершився в кінці року.
У жовтні 2005 року відбулися два концерту Чолича на «Белградській Арені». Пізніше записи цих концертів були видані на CD і DVD.
У грудні 2006-го вийшов альбом «Zavičaj». Робота з його запису велася не тільки на сербських студіях, але і на студії Пітера Гебриела «Real World Records» і студії «Abbey Road» в Лондоні. Початковий тираж альбому склав 300 тис. копій. Перші 100 тис. було продано за два дні.

## Родина
Здравко Чолич живе в Белграді з дружиною Олександрою, весілля з якою відбулася у травні 2001-го.
Вони виховують двох дочок: Уна Звездана (нар. 1 жовтня 2001) і Лара (нар. 10 серпня 2006).

## Цікаві факти
В репертуарі Здравка Чоліча є пісня Олега Газманова «На зорі» («Zločin i kazna»; автор сербської тексту — Джордже Балашевич) і пісня Костянтина Меладзе «Красиво» («Krasiva»; автор сербського тексту — Марина Туцакович).

## Дискографія

### Сингли
- 1972 — «Sinoć nisi bila tu / Tako подальше»
- 1972 — «Stara pisma / Pod lumbrelom»
- 1973 — «Gori vatra / Isti put»
- 1973 — "Blinge blinge blinge bling / « Julija»
- 1973 — «Zelena si rijeka bila / Nedam ti svoju ljubav»
- 1974 — «Dome moj / Ljubav je samo riječ»
- 1974 — «Madre Mia / Rock n roll himmel» (виданий у ФРН)
- 1974 — «Alles was ich hab / Lampenfieber» (виданий у ФРН)
- 1975 — «Ona spava / Zaboravi sva proljeća»
- 1975 — «April u Beogradu / Svitanje»
- 1975 — «Zvao sam je Emili / Sonata»
- 1976 — «Ti si bila, uvijek bila / A sad ja sam na u redu»
- 1977 — «Ljubav ima lažni sjaj / Balerina»
- 1977 — «Živiš u oblacima / Zašto spavaš»
- 1978 — «Loš glas / Ne mogu biti tvoj»
- 1978 — «Light me / i'm not a robot man» (виданий у ФРН)
- 1980 — «Druže Tito, mi se ti kunemo / Titovim putem»
- 1980 — «Любов неповторна/Наше життя/Вона спить» (виданий у СРСР)

### Студійні альбоми
- 1975 — «Ti i ja»
- 1977 — «Ako priđeš bliže»
- 1980 — «Zbog tebe»
- 1981 — «Malo pojačaj radio»
- 1983 — «Šta mi radiš»
- 1984 — «Ti si mi u krvi»
- 1988 — «Rodi me majko sretnog»
- 1990 — «Da ti kažem šta mi je»
- 1997 — «Kad bi moja bila»
- 2000 — «Okano»
- 2003 — «Čarolija»
- 2006 — «Zavičaj»
- 2010 — «Kad pogledaš me preko ramena»
- 2013 — «Vatra i barut»
- 2017 -«Ono malo sreće»

### Концертний альбом
- 2005 — «Arena 2005»

### Збірники
- 1975 — «Ona spava»
- 1991 — «Pjesme koje volimo»
- 1995 — «Prvi i posljednji»
- 1998 — «Zauvek»
- 1999 — «Zauvek 2»
- 2002 — «Balade»
- 2007 — «The Platinum Collection»
- 2008 — «39 hitova»

### DVD
- 2005 — «Beogradska Arena 2005»